# Palmerston North
Palmerston North é a principal cidade de Manawatu-Wanganui, região da Ilha Norte na Nova Zelândia. É uma cidade terrestre, com uma população de 88.300 habitantes, tornando a oitava maior área urbana do país.

## Clima
| Gráfico climático para Palmerston North        | Gráfico climático para Palmerston North | Gráfico climático para Palmerston North | Gráfico climático para Palmerston North | Gráfico climático para Palmerston North | Gráfico climático para Palmerston North | Gráfico climático para Palmerston North | Gráfico climático para Palmerston North | Gráfico climático para Palmerston North | Gráfico climático para Palmerston North | Gráfico climático para Palmerston North | Gráfico climático para Palmerston North |
| ---------------------------------------------- | --------------------------------------- | --------------------------------------- | --------------------------------------- | --------------------------------------- | --------------------------------------- | --------------------------------------- | --------------------------------------- | --------------------------------------- | --------------------------------------- | --------------------------------------- | --------------------------------------- |
| J                                              | F                                       | M                                       | A                                       | M                                       | J                                       | J                                       | A                                       | S                                       | O                                       | N                                       | D                                       |
| 71 23 13                                       | 64 23 13                                | 77 21 12                                | 69 19 10                                | 91 16 7                                 | 90 13 5                                 | 99 13 5                                 | 85 13 5                                 | 85 15 7                                 | 84 17 9                                 | 70 19 10                                | 95 21 12                                |
| Temperaturas em °C • Precipitações em mmFonte: |                                         |                                         |                                         |                                         |                                         |                                         |                                         |                                         |                                         |                                         |                                         |